# ボンズ (アニメ制作会社)
株式会社ボンズ（英: bones inc.）は、日本のアニメ制作会社。日本動画協会正会員。原作者としての表記は「BONES」。

## 概要
『機動戦士ガンダム0083 STARDUST MEMORY』『機動武闘伝Gガンダム』『疾風!アイアンリーガー』『天空のエスカフローネ』『カウボーイビバップ』などの作品を担当していたサンライズ第2スタジオのスタッフが1998年10月に独立。第2スタジオのプロデューサーだった南雅彦が代表となり、信頼を置くフリーアニメーターの逢坂浩司、川元利浩らを誘って設立した。
英語表記・原作者表記は「BONES」。英語の「bone（骨）」に複数形の「s」を付けたもので、設立当初8名ほどの骨のような会社に肉を付けていこうという思いから命名した。また、歌謡曲「骨まで愛して」にかけて、「いろいろな人に愛してもらいたい」という願いもこめている。
独立当初はサンライズ第2スタジオに間借りする形で、スタッフがサンライズ時代に関わっていた作品の劇場版（『エスカフローネ』と『カウボーイビバップ 天国の扉』）の実制作を請け負う。これらの作品には出資もしているため、サンライズやバンダイビジュアルと連名で製作にクレジットされている（『エスカフローネ』では製作協力）。また、南の元上司だった植田益朗は、これら作品にサンライズ側のプロデューサーとして参加している。
2000年に初の自社元請作品となる『機巧奇傳ヒヲウ戦記』を放送。以後、『鋼の錬金術師』『僕のヒーローアカデミア』などの原作もののアニメ化や、「エウレカセブン」シリーズなどのオリジナル作品を発表している。アクションなどの緻密な作画力、クリエイター主導型の作風がスタジオの特徴とされている。
2008年、所属スタッフのリストがインターネットへ流出する騒動が起こった。これに対しボンズは、「社内管理情報ファイルが流出したものではない」とコメントしている。
2018年1月、Production I.Gとともに、アメリカの映像配信サービスNetflixと包括的業務提携を発表した。
『ラーゼフォン』（2002年）よりA・Bスタジオの2ライン体制となり、『鋼の錬金術師』（2003年）でCスタジオ、『鋼の錬金術師 FULLMETAL ALCHEMIST』（2009年）でDスタジオを増設。2010年1月に旧本社と同じ杉並区井草内の新社屋へ移転し、井荻駅周辺に分散していた各スタジオを集約した。さらに映画『交響詩篇エウレカセブン ハイエボリューション』（2017年 - 2021年）の制作にともない外部にEスタジオを開設した。
2024年10月、「株式会社ボンズフィルム」（英: bones film inc.）を設立し制作部門を分離。

## 作品履歴

### テレビアニメ
| 開始年 | 放送期間          | タイトル                                        | 監督                      | 制作スタジオ | 備考                                      |
| ------ | ----------------- | ----------------------------------------------- | ------------------------- | ------------ | ----------------------------------------- |
| 2000年 | 10月 - 2001年5月  | 機巧奇傳ヒヲウ戦記                              | アミノテツロー            | Aスタジオ    |                                           |
| 2001年 | 4月 - 9月         | 機動天使エンジェリックレイヤー                  | 錦織博                    | Aスタジオ    |                                           |
| 2002年 | 1月 - 9月         | ラーゼフォン                                    | 出渕裕                    | Bスタジオ    |                                           |
| 2003年 | 1月 - 7月         | WOLF'S RAIN                                     | 岡村天斎                  | Aスタジオ    |                                           |
| 2003年 | 4月 - 10月        | スクラップド・プリンセス                        | 増井壮一                  | Bスタジオ    |                                           |
| 2003年 | 10月 - 2004年10月 | 鋼の錬金術師                                    | 水島精二                  | Cスタジオ    |                                           |
| 2004年 | 4月 - 9月         | 絢爛舞踏祭 ザ・マーズ・デイブレイク             | 森邦宏                    | Bスタジオ    |                                           |
| 2004年 | 6月 - 12月        | KURAU Phantom Memory                            | 入江泰浩                  | Aスタジオ    |                                           |
| 2005年 | 4月 - 2006年4月   | 交響詩篇エウレカセブン                          | 京田知己                  | Bスタジオ    |                                           |
| 2006年 | 4月 - 6月         | 獣王星                                          | 錦織博                    | Aスタジオ    |                                           |
| 2006年 | 4月 - 9月         | 桜蘭高校ホスト部                                | 五十嵐卓哉                | Cスタジオ    |                                           |
| 2006年 | 10月 - 2007年3月  | 天保異聞 妖奇士                                 | 錦織博                    | Aスタジオ    |                                           |
| 2007年 | 4月 - 7月         | THE SKULLMAN                                    | もりたけし                | Bスタジオ    |                                           |
| 2007年 | 4月 - 9月         | DARKER THAN BLACK -黒の契約者-                  | 岡村天斎                  | Cスタジオ    |                                           |
| 2008年 | 4月 - 9月         | 二十面相の娘                                    | 富沢信雄                  | Aスタジオ    | 共同制作:テレコム・アニメーションフィルム |
| 2008年 | 4月 - 2009年3月   | ソウルイーター                                  | 五十嵐卓哉                | Cスタジオ    |                                           |
| 2009年 | 4月 - 2010年7月   | 鋼の錬金術師 FULLMETAL ALCHEMIST                | 入江泰浩                  | Dスタジオ    |                                           |
| 2009年 | 7月 - 9月         | 東京マグニチュード8.0                           | 橘正紀                    | Aスタジオ    | 共同制作:キネマシトラス                   |
| 2009年 | 10月 - 12月       | DARKER THAN BLACK -流星の双子-                  | 岡村天斎                  | Cスタジオ    |                                           |
| 2010年 | 4月 - 9月         | HEROMAN                                         | 難波日登志                | Aスタジオ    |                                           |
| 2010年 | 10月 - 2011年4月  | STAR DRIVER 輝きのタクト                        | 五十嵐卓哉                | Cスタジオ    |                                           |
| 2011年 | 1月 - 7月         | GOSICK -ゴシック-                               | 難波日登志                | Aスタジオ    |                                           |
| 2011年 | 7月 - 9月         | NO.6                                            | 長崎健司                  | Dスタジオ    |                                           |
| 2011年 | 10月 - 12月       | UN-GO                                           | 水島精二                  | Cスタジオ    |                                           |
| 2012年 | 4月 - 9月         | エウレカセブンAO                                | 京田知己                  | A/Bスタジオ  |                                           |
| 2012年 | 11月              | エウレカセブンAO                                | 京田知己                  | A/Bスタジオ  | 第23話・第24話                            |
| 2012年 | 10月 - 2013年3月  | 絶園のテンペスト                                | 安藤真裕                  | Dスタジオ    |                                           |
| 2013年 | 3月17日           | 大人女子のアニメタイム「人生ベストテン」        | 三浦陽                    | Bスタジオ    |                                           |
| 2014年 | 1月 - 3月         | ノラガミ                                        | タムラコータロー          | Aスタジオ    |                                           |
| 2014年 | 1月 - 3月         | スペース☆ダンディ                               | 渡辺信一郎（総） 夏目真悟 | Bスタジオ    | シーズン1                                 |
| 2014年 | 7月 - 9月         | スペース☆ダンディ                               | 渡辺信一郎（総） 夏目真悟 | Bスタジオ    | シーズン2                                 |
| 2014年 | 4月 - 7月         | ソウルイーターノット!                           | 橋本昌和                  | Aスタジオ    |                                           |
| 2014年 | 4月 - 9月         | キャプテン・アース                              | 五十嵐卓哉                | Cスタジオ    |                                           |
| 2014年 | 4月 - 6月         | 棺姫のチャイカ                                  | 増井壮一                  | Dスタジオ    |                                           |
| 2014年 | 4月 - 2015年3月   | テンカイナイト                                  | 本郷みつる                | Cスタジオ    |                                           |
| 2014年 | 10月 - 12月       | 棺姫のチャイカ AVENGING BATTLE                  | 増井壮一                  | Dスタジオ    |                                           |
| 2015年 | 4月 - 6月         | 血界戦線                                        | 松本理恵                  | A/Cスタジオ  |                                           |
| 2015年 | 10月              | 血界戦線                                        | 松本理恵                  | A/Cスタジオ  | 第12話                                    |
| 2015年 | 4月 - 6月         | SHOW BY ROCK!!                                  | 池添隆博                  | Dスタジオ    |                                           |
| 2015年 | 10月 - 12月       | ノラガミ ARAGOTO                                | タムラコータロー          | Aスタジオ    |                                           |
| 2015年 | 7月 - 9月         | 赤髪の白雪姫                                    | 安藤真裕                  | Bスタジオ    |                                           |
| 2015年 | 10月 - 12月       | コンクリート・レボルティオ〜超人幻想〜          | 水島精二                  | Cスタジオ    |                                           |
| 2016年 | 1月 - 3月         | 赤髪の白雪姫 2ndシーズン                        | 安藤真裕                  | Bスタジオ    |                                           |
| 2016年 | 4月 - 6月         | 文豪ストレイドッグス                            | 五十嵐卓哉                | Dスタジオ    | 第1シーズン                               |
| 2016年 | 10月 - 12月       | 文豪ストレイドッグス                            | 五十嵐卓哉                | Dスタジオ    | 第2シーズン                               |
| 2016年 | 4月 - 6月         | コンクリート・レボルティオ〜超人幻想〜（第2期） | 水島精二                  | Cスタジオ    |                                           |
| 2016年 | 4月 - 6月         | 僕のヒーローアカデミア                          | 長崎健司                  | A/Cスタジオ  |                                           |
| 2016年 | 7月 - 9月         | モブサイコ100                                   | 立川譲                    | Bスタジオ    |                                           |
| 2016年 | 7月 - 9月         | SHOW BY ROCK!! しょ〜と!!                       | 池添隆博                  | Dスタジオ    |                                           |
| 2016年 | 10月 - 12月       | SHOW BY ROCK!!#                                 | 池添隆博                  | Dスタジオ    |                                           |
| 2017年 | 3月 - 9月         | 僕のヒーローアカデミア（第2期）                 | 長崎健司                  | Cスタジオ    |                                           |
| 2017年 | 10月 - 12月       | 血界戦線 & BEYOND                               | 高柳滋仁                  | Bスタジオ    |                                           |
| 2018年 | 4月 - 9月         | 僕のヒーローアカデミア（第3期）                 | 長崎健司                  | Cスタジオ    |                                           |
| 2018年 | 4月 - 6月         | ひそねとまそたん                                | 樋口真嗣（総） 小林寛     | Aスタジオ    |                                           |
| 2019年 | 1月 - 4月         | モブサイコ100 II                                | 立川譲                    | Bスタジオ    |                                           |
| 2019年 | 4月 - 10月        | キャロル&チューズデイ                           | 渡辺信一郎（総） 堀元宣   | Aスタジオ    |                                           |
| 2019年 | 4月 - 6月         | 文豪ストレイドッグス（第3シーズン）             | 五十嵐卓哉                | Dスタジオ    |                                           |
| 2019年 | 10月 - 2020年4月  | 僕のヒーローアカデミア（第4期）                 | 長崎健司（総） 向井雅浩   | Cスタジオ    |                                           |
| 2021年 | 1月 - 4月         | SK∞ エスケーエイト                              | 内海紘子                  | Dスタジオ    |                                           |
| 2021年 | 1月 - 3月         | 文豪ストレイドッグス わん!                      | 菊池聡延                  | Dスタジオ    | 共同制作:ノーマッド                       |
| 2021年 | 3月 - 9月         | 僕のヒーローアカデミア（第5期）                 | 長崎健司（総） 向井雅浩   | Cスタジオ    |                                           |
| 2021年 | 4月 - 6月         | ゴジラ S.P ＜シンギュラポイント＞               | 高橋敦史                  | Aスタジオ    | 共同制作:オレンジ                         |
| 2021年 | 7月 - 9月         | ヴァニタスの手記                                | 板村智幸                  | Aスタジオ    | 第1クール                                 |
| 2022年 | 1月 - 4月         | ヴァニタスの手記                                | 板村智幸                  | Aスタジオ    | 第2クール                                 |
| 2022年 | 10月 - 2023年3月  | 僕のヒーローアカデミア（第6期）                 | 長崎健司（総） 向井雅浩   | Cスタジオ    |                                           |
| 2022年 | 10月 - 12月       | モブサイコ100 III                               | 立川譲（総） 蓮井隆弘     | Bスタジオ    |                                           |
| 2023年 | 1月 - 3月         | 文豪ストレイドッグス                            | 五十嵐卓哉                | Dスタジオ    | 第4シーズン                               |
| 2023年 | 7月 - 9月         | 文豪ストレイドッグス                            | 五十嵐卓哉                | Dスタジオ    | 第5シーズン                               |
| 2024年 | 1月 - 3月         | メタリックルージュ                              | 堀元宣                    | Eスタジオ    |                                           |
| 2024年 | 5月 - 10月        | 僕のヒーローアカデミア（第7期）                 | 長崎健司（総） 中山奈緒美 | Cスタジオ    |                                           |
| 2024年 | 7月 - 9月         | かつて魔法少女と悪は敵対していた。              | 大橋明代                  | Dスタジオ    |                                           |
| 2025年 | 4月 - 6月         | ヴィジランテ-僕のヒーローアカデミア ILLEGALS-   | 鈴木健一                  |              | ボンズフィルム名義                        |
| 2025年 | 7月 -             | ガチアクタ                                      | 菅沼芙実彦                |              | ボンズフィルム名義                        |
| 2025年 | 10月 -            | 僕のヒーローアカデミア（FINAL SEASON）          | 長崎健司（総） 中山奈緒美 |              | ボンズフィルム名義                        |
| 未公表 | 未公表            | SK∞ エスケーエイト（第2期）                     | 内海紘子                  |              | ボンズフィルム名義                        |
| 未公表 | 未公表            | 黄泉のツガイ                                    | 安藤真裕                  |              | ボンズフィルム名義                        |
| 未公表 | 未公表            | 運命の巻戻士                                    | 松本理恵                  |              | ボンズフィルム名義                        |

### 劇場アニメ
| 公開年 | タイトル                                                        | 監督                    | 制作スタジオ | 備考                  |
| ------ | --------------------------------------------------------------- | ----------------------- | ------------ | --------------------- |
| 2000年 | エスカフローネ                                                  | 赤根和樹                | Aスタジオ    |                       |
| 2001年 | カウボーイビバップ 天国の扉                                     | 渡辺信一郎              | Bスタジオ    |                       |
| 2003年 | ラーゼフォン 多元変奏曲                                         | 出渕裕（総） 京田知己   | Bスタジオ    |                       |
| 2005年 | 劇場版 鋼の錬金術師 シャンバラを征く者                          | 水島精二                | Cスタジオ    |                       |
| 2007年 | ストレンヂア 無皇刃譚                                           | 安藤真裕                | Bスタジオ    |                       |
| 2009年 | 交響詩篇エウレカセブン ポケットが虹でいっぱい                   | 京田知己（総） 原口浩   | Bスタジオ    | 実制作:キネマシトラス |
| 2011年 | トワノクオン                                                    | 飯田馬之介 もりたけし   | Bスタジオ    |                       |
| 2011年 | UN-GO episode:0 因果論                                          | 水島精二                | Cスタジオ    |                       |
| 2011年 | 鋼の錬金術師 嘆きの丘の聖なる星                                 | 村田和也                | Dスタジオ    |                       |
| 2013年 | スタードライバー THE MOVIE                                      | 五十嵐卓哉              | Cスタジオ    |                       |
| 2017年 | 交響詩篇エウレカセブン ハイエボリューション1                    | 京田知己（総） 清水久敏 | Eスタジオ    |                       |
| 2018年 | 文豪ストレイドッグス DEAD APPLE                                 | 五十嵐卓哉              | Dスタジオ    |                       |
| 2018年 | 僕のヒーローアカデミア THE MOVIE 〜2人の英雄〜                  | 長崎健司                | Cスタジオ    |                       |
| 2018年 | ANEMONE/交響詩篇エウレカセブン ハイエボリューション             | 京田知己                | Eスタジオ    |                       |
| 2019年 | 僕のヒーローアカデミア THE MOVIE ヒーローズ:ライジング          | 長崎健司                | Cスタジオ    |                       |
| 2020年 | ジョゼと虎と魚たち                                              | タムラコータロー        | Dスタジオ    |                       |
| 2021年 | 僕のヒーローアカデミア THE MOVIE ワールド ヒーローズ ミッション | 長崎健司                | Cスタジオ    |                       |
| 2021年 | EUREKA/交響詩篇エウレカセブン ハイエボリューション              | 京田知己                | Eスタジオ    |                       |
| 2024年 | 僕のヒーローアカデミア THE MOVIE ユアネクスト                   | 岡村天斎                | Cスタジオ    |                       |

### OVA
| 発売年 | タイトル                                                           | 備考           |
| ------ | ------------------------------------------------------------------ | -------------- |
| 2010年 | Halo Legends エピソード6【Prototype】                              |                |
| 2012年 | エウレカセブンAO ユングフラウの花々たち                            |                |
| 2014年 | ノラガミ 第10、11、15、16巻DVD付き限定版 OAD#1 - 4                 | -2016年        |
| 2015年 | 棺姫のチャイカXII Blu-ray付き限定版                                |                |
| 2017年 | 文豪ストレイドッグス第13巻 オリジナルアニメBD付き限定版 第25話     |                |
| 2019年 | モブサイコ100 第一回霊とか相談所慰安旅行〜ココロ満たす癒やしの旅〜 |                |
| 2025年 | SK∞ エスケーエイト EXTRA PART                                      | ボンズフィルム |

### Webアニメ
| 配信年 | タイトル                                           | 監督     | 制作スタジオ | 備考                |
| ------ | -------------------------------------------------- | -------- | ------------ | ------------------- |
| 2008年 | 亡念のザムド                                       | 宮地昌幸 | Bスタジオ    | PlayStation Network |
| 2018年 | A.I.C.O. Incarnation                               | 村田和也 | Aスタジオ    | Netflix             |
| 2018年 | ロッテ×BUMP OF CHICKEN「ベイビーアイラブユーだぜ」 | 松本理恵 | N/A          |                     |
| 2020年 | ポケモン×BUMP OF CHICKEN スペシャルMV「GOTCHA!」   | 松本理恵 | N/A          |                     |
| 2021年 | スーパー・クルックス                               | 堀元宣   | Bスタジオ    | Netflix             |
| 2024年 | T・Pぼん                                           | 安藤真裕 | Aスタジオ    | Netflix             |

### ゲーム
| 発売年 | タイトル                                      | 備考                         |
| ------ | --------------------------------------------- | ---------------------------- |
| 2003年 | ラーゼフォン 蒼穹幻想曲                       | ゲーム内アニメ制作           |
| 2003年 | 鋼の錬金術師 翔べない天使                     | ゲーム内アニメ制作           |
| 2004年 | 鋼の錬金術師2 赤きエリクシルの悪魔            | ゲーム内アニメ制作           |
| 2005年 | 鋼の錬金術師3 神を継ぐ少女                    | ゲーム内アニメ制作           |
| 2005年 | エウレカセブン TR1:NEW WAVE                   | ゲーム内アニメ制作           |
| 2006年 | エウレカセブン NEW VISION                     | ゲーム内アニメ制作           |
| 2008年 | ソウルイーター モノトーン プリンセス          | ゲーム内アニメ制作           |
| 2009年 | 鋼の錬金術師 FULLMETAL ALCHEMIST -暁の王子-   | ゲーム内アニメ制作           |
| 2009年 | 鋼の錬金術師 FULLMETAL ALCHEMIST -黄昏の少女- | ゲーム内アニメ制作           |
| 2012年 | 解放少女                                      | ゲーム内アニメ制作           |
| 2012年 | レイトン教授VS逆転裁判                        | ゲーム内アニメ制作           |
| 2013年 | 逆転裁判5                                     | ゲーム内アニメ制作           |
| 2015年 | ペルソナ4 ダンシング・オールナイト            | ゲーム内アニメ制作           |
| 2015年 | アイドリッシュセブン                          | 「MEMORiES MELODiES」MV制作  |
| 2017年 | アイドリッシュセブン                          | 「DAYBREAK INTERLUDE」MV制作 |

### 制作協力
| 年     | タイトル                                   | 元請         | 備考                  |
| ------ | ------------------------------------------ | ------------ | --------------------- |
| 2000年 | はじめの一歩                               | マッドハウス | -2002年、各話制作協力 |
| 2002年 | Piaキャロットへようこそ!! -さやかの恋物語- | アイムーヴ   | 各話制作協力          |
| 2007年 | バンブーブレード                           | AIC A.S.T.A. | -2008年、各話制作協力 |
| 2008年 | ミチコとハッチン                           | マングローブ | -2009年、各話制作協力 |
| 2013年 | 宇宙戦艦ヤマト2199                         | XEBEC AIC    | 各話制作協力          |
| 2021年 | シン・エヴァンゲリオン劇場版               | カラー       | 制作協力              |
| 2025年 | LAZARUS ラザロ                             | MAPPA        | 各話制作協力          |

## 賞歴
- 第9回アニメーション神戸 作品賞・テレビ部門 - 鋼の錬金術師
- 日本のメディア芸術100選 アニメーション部門 - 鋼の錬金術師、劇場版 鋼の錬金術師 シャンバラを征く者
- ニュータイプアニメアワード2017 キャラクターデザイン賞・監督賞・スタジオ賞 - 文豪ストレイドッグス
- ニュータイプアニメアワード2017 - 2018 サウンド賞・監督賞・作品賞（劇場上映部門）・女性キャラクター賞 - 文豪ストレイドッグス DEAD APPLE

## 関連人物

### アニメーター・演出家
- 川元利浩（取締役）
- 小森高博（取締役）
- 逢坂浩司（元取締役）
- 中村豊
- 村木靖
- 高橋久美子
- 伊藤嘉之
- 菅野宏紀
- 倉島亜由美
- 織田広之
- 斉藤健吾（現：Yostar Pictures所属）

### 制作
- 南雅彦（代表取締役・ボンズフィルム代表取締役）
- 大薮芳広（取締役・ボンズフィルム代表取締役）
- 天野直樹（ボンズフィルム取締役[15]）
- 鈴木麻里[16]
- 竹本順仁[16]
- 渡辺マコト（レイジングブル取締役[17]）
- 小笠原宗紀（現：キネマシトラス代表取締役）
- 米内則智（現：Lay-duce代表取締役）
- 藤澤慶昌（現：ファイブエイス所属・作曲家[18]）